# Jessica Parratto
Jessica Parratto (* 26. Juni 1994 in Dover, New Hampshire) ist eine US-amerikanische Wasserspringerin.

## Erfolge
Jessica Parratto nahm an zwei Olympischen Spielen teil. Ihr Debüt gab sie 2016 in Rio de Janeiro mit der Teilnahme an zwei Wettkämpfen. Im Einzel vom Zehn-Meter-Turm qualifizierte sie sich als Dritte für das Halbfinale, das sie wiederum auf Rang zwei abschloss. Im Finaldurchgang kam sie dagegen mit 334,60 Punkten nicht über den zehnten Platz hinaus. Auch im Synchronspringen vom Zehn-Meter-Turm blieb Parratto weit hinter den Podestplätzen zurück. Gemeinsam mit Amy Cozad erreichte sie mit 301,02 Punkten den siebten Platz in dem acht Paarungen umfassenden Starterfeld.
Bei den 2021 ausgetragenen Olympischen Sommerspielen 2020 in Tokio ging Parratto lediglich im Synchronspringen vom Zehn-Meter-Turm an den Start, diesmal an der Seite von Delaney Schnell. Bei dem aus fünf Sprüngen bestehenden Wettbewerb gelang ihnen mit einer Gesamtpunktzahl von 310,80 Punkten das zweitbeste Resultat hinter den Olympiasiegerinnen aus China, Chen Yuxi und Zhang Jiaqi, und vor den mit 299,70 Punkten drittplatzierten Mexikanerinnen Gabriela Agúndez und Alejandra Orozco, womit Parratto und Schnell die Silbermedaille gewannen.
Nach mehreren Teilnahmen an Weltmeisterschaften ohne einen Medaillenerfolg sicherte sich Parratto 2023 mit Delaney Schnell bei den Weltmeisterschaften in Fukuoka die Bronzemedaille im Synchronspringen vom Zehn-Meter-Turm. Achtmal wurde sie vom Zehn-Meter-Turm US-amerikanische Meisterin, darunter sechsmal im Synchronspringen und zweimal im Einzel.
Parratto studierte an der Indiana University Bloomington, für deren Sportmannschaft, die Indiana Hoosiers, sie auch im College Sport aktiv und erfolgreich war. Sie schloss 2019 erfolgreich ihr Studium der Sportwissenschaften ab.